# پائولو کاستا
پائولو کاستا (انگلیسی: Paulo Costa؛ زادهٔ ۲۱ آوریل ۱۹۹۱) ورزشکار هنرهای رزمی ترکیبی اهل برزیل است. وی از سال ۲۰۱۲ میلادی تاکنون مشغول فعالیت بوده است.
کاستا یک رزمی‌کار ترکیبی حرفه‌ای برزیلی است. او در حال حاضر در بخش میان‌وزن مسابقات قهرمانی مبارزه نهایی (سازمان یواف‌سی) رقابت می‌کند. در تاریخ ۲۹ ژوئیه ۲۰۲۵، او در رتبه‌بندی میان‌وزن یواف‌سی در رتبه دوازدهم قرار دارد.